# Erysimum himalayense
Erysimum himalayense là một loài thực vật có hoa trong họ Cải. Loài này được Wettst. mô tả khoa học đầu tiên năm 1889.